# Notre-Dame-de-Mésage
Pour les articles homonymes, voir Notre-Dame.
Notre-Dame-de-Mésage est une commune française située dans le département de l'Isère, en région Auvergne-Rhône-Alpes.
Autrefois rattachée à la province du Dauphiné, la commune est positionnée non loin de la cité de Vizille, ville historique avec son château, connue pour être un des berceaux de la Révolution française.
Ses habitants sont appelés les Mésageois et Mésageoises.

## Géographie

### Situation et description

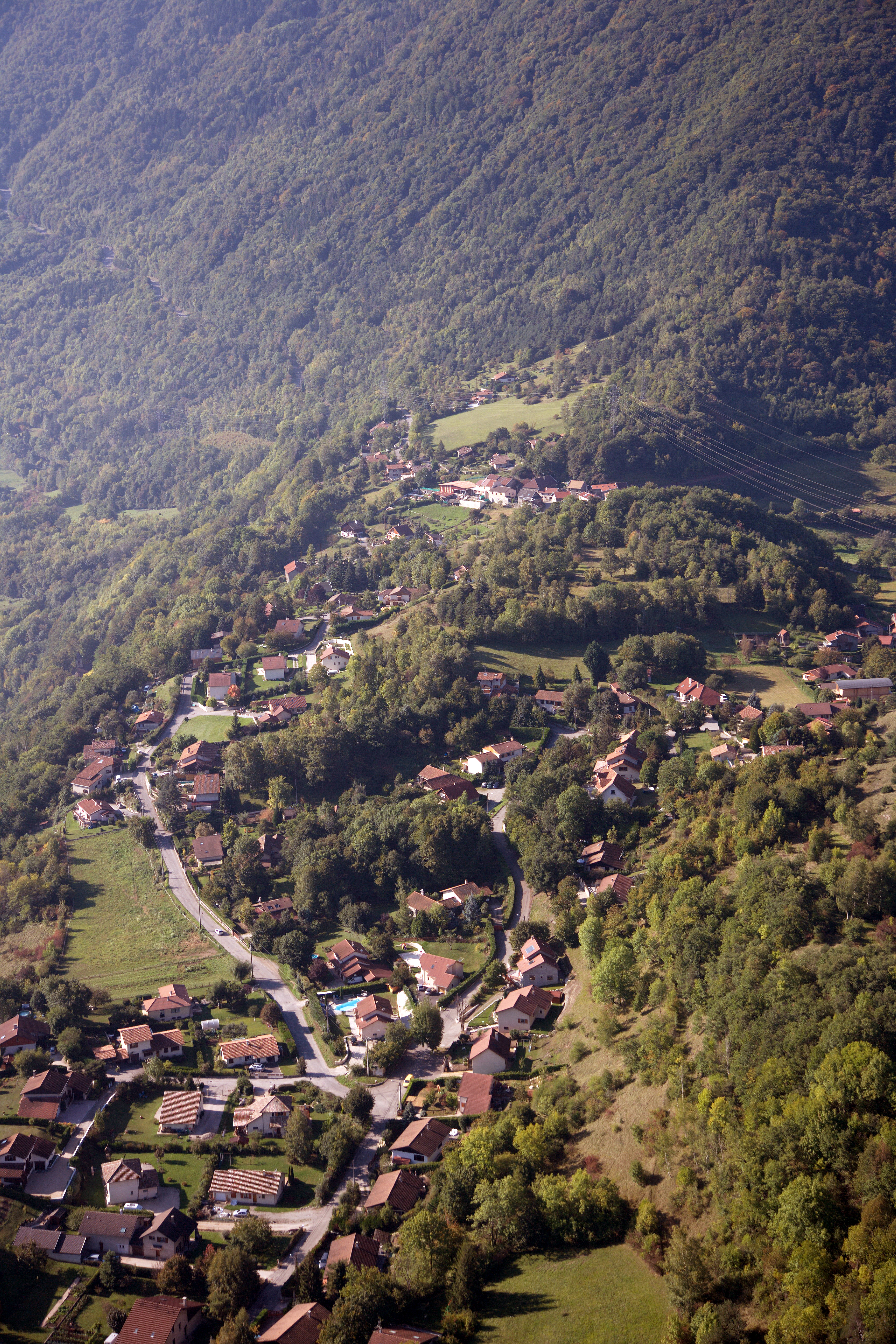
Vue aérienne de Notre-Dame-de-Mésage

Notre-Dame-de-Mésage, commune à vocation encore très nettement rurale, appartient à la zone urbaine de l'agglomération grenobloise se positionne dans le sud du département de Isère, dans le canton de Vizille au sud de cette dernière commune.

### Géologie
Sur le territoire de la commune se trouve une ancienne exploitation des carrières de gypse et albâtre (utilisé pour décorer la chapelle mortuaire de Napoléon Ier de l'hôtel des Invalides).
Notamment, la « carrière de gypse de Champ-sur-Drac », qui occupe de 1,47 hectare aux lieux-dits Champ-sur-Drac et La Combe, est un site géologique remarquable d'intérêt minéralogique, classé « deux étoiles » à l'« Inventaire du patrimoine géologique » en 2014.

### Communes limitrophes
| Jarrie                    | Montchaboud          |                        |
| Champ-sur-Drac            | Notre-Dame-de-Mésage | Vizille                |
| Saint-Georges-de-Commiers | Saint-Jean-de-Vaulx  | Saint-Pierre-de-Mésage |

### Climat
Pour des articles plus généraux, voir Climat d'Auvergne-Rhône-Alpes et Climat de l'Isère.
En 2010, le climat de la commune est de type climat océanique altéré, selon une étude du Centre national de la recherche scientifique s'appuyant sur une série de données couvrant la période 1971-2000. En 2020, Météo-France publie une typologie des climats de la France métropolitaine dans laquelle la commune est exposée à un climat de montagne ou de marges de montagne et est dans la région climatique  Alpes du nord, caractérisée par une pluviométrie annuelle de 1 200 à 1 500 mm, irrégulièrement répartie en été. 
Pour la période 1971-2000, la température annuelle moyenne est de 11,5 °C, avec une amplitude thermique annuelle de 19,5 °C. Le cumul annuel moyen de précipitations est de 1 143 mm, avec 9,6 jours de précipitations en janvier et 6,3 jours en juillet. Pour la période 1991-2020, la température moyenne annuelle observée sur la station météorologique de Météo-France la plus proche, « Chamrousse », sur la commune de Chamrousse à 10 km à vol d'oiseau, est de 5,8 °C et le cumul annuel moyen de précipitations est de 1 219,3 mm,. Pour l'avenir, les paramètres climatiques de la commune estimés pour 2050 selon différents scénarios d'émission de gaz à effet de serre sont consultables sur un site dédié publié par Météo-France en novembre 2022.

### Hydrographie

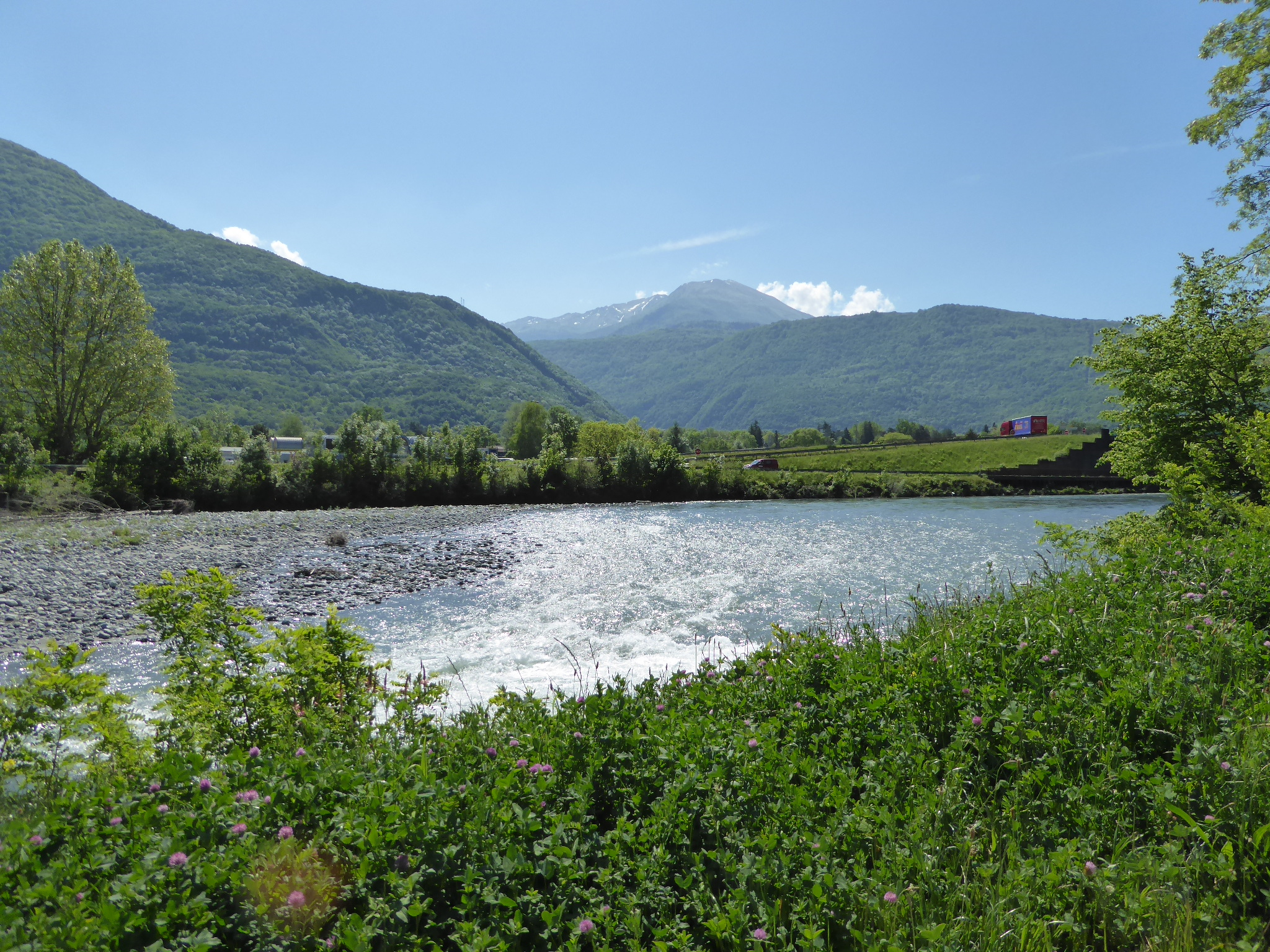
Les berges de la Romanche à Notre-Dame-de-Mésage

Le territoire communal se situe aux abords de la rive gauche de la Romanche. Cette rivière, affluent du Drac et sous-affluent de l'Isère, est un torrent alpin qui présente un cours réduit (78,3 km de longueur) mais au débit rapide, sa source se situant dans le parc national des Écrins dans le département des Hautes-Alpes voisin, à environ 2 000 mètres d'altitude. C'est le syndicat mixte des bassins hydrauliques de l'Isère (SYMBHI) qui s'occupe de fédérer les aménagements sur la Romanche.

### Voies de communication
La route nationale 85 (RN 85), ou route Napoléon est une célèbre route nationale française qui relie Bourgoin-Jallieu à Golfe-Juan sur lac Côte d'Azur. Cette route qui passe à Grenoble, atteint Vizille au kilomètre 83 avant de prendre la célèbre rampe de Laffrey et prendre la direction de Gap, Sisteron, Digne-les-Bains et Cannes. Elle doit son nom à l'Empereur Napoléon Ier qui après avoir débarqué au Golfe Juan en 1815, avec une petite armée de 1 200 hommes, prit la direction des Alpes par la vallée de la Durance pour regagner son trône à Paris durant la période des Cent-Jours.

## Urbanisme

### Typologie
Au 1er janvier 2024, Notre-Dame-de-Mésage est catégorisée ceinture urbaine, selon la nouvelle grille communale de densité à sept niveaux définie par l'Insee en 2022.
Elle appartient à l'unité urbaine de Vizille, une agglomération intra-départementale regroupant sept  communes, dont elle est une commune de la banlieue,,. Par ailleurs la commune fait partie de l'aire d'attraction de Grenoble, dont elle est une commune de la couronne,. Cette aire, qui regroupe 204 communes, est catégorisée dans les aires de 700 000 habitants ou plus (hors Paris),.

### Occupation des sols
L'occupation des sols de la commune, telle qu'elle ressort de la base de données européenne d’occupation biophysique des sols Corine Land Cover (CLC), est marquée par l'importance des forêts et milieux semi-naturels (68 % en 2018), en augmentation par rapport à 1990 (66,3 %). La répartition détaillée en 2018 est la suivante :
forêts (68 %), zones urbanisées (15,1 %), zones agricoles hétérogènes (14,9 %), prairies (1,8 %), zones industrielles ou commerciales et réseaux de communication (0,1 %). L'évolution de l’occupation des sols de la commune et de ses infrastructures peut être observée sur les différentes représentations cartographiques du territoire : la carte de Cassini (XVIIIe siècle), la carte d'état-major (1820-1866) et les cartes ou photos aériennes de l'IGN pour la période actuelle (1950 à aujourd'hui).

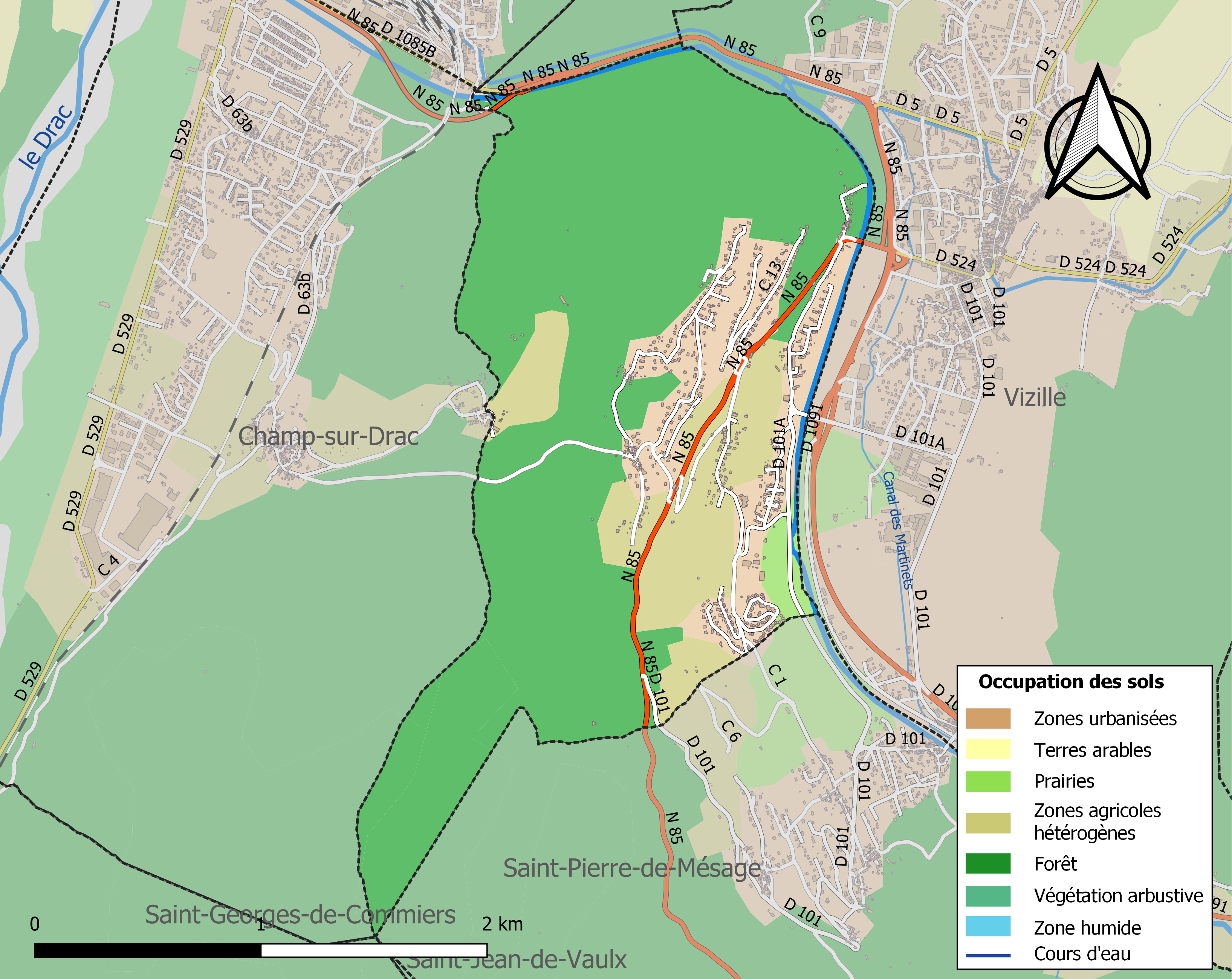
Carte des infrastructures et de l'occupation des sols de la commune en 2018 (CLC).

### Morphologie urbaine
Le terroir de la commune est urbanisé pour un tiers, un autre tiers est recouvert de forêt et le tiers qui reste est terrain militaire.

### Lotissements, lieux-dits, chemins et route
Lotissements : le Champ du Roule ; les Collines ; le Montalay ; les Terasses de Romanche.
Lieux-dits : la Combe ; le Coteau.
Chemins : Saint-Sauveur ; Platrieses.
Route : Laffrey.

### Risques naturels et technologiques
Parmi les risques naturels, le risque d'inondations dû à une crue de la Romanche et le risque d'effondrement dû aux anciennes carrières de gypse.
Un risque technologique pourrait être du à un accident sur une plateforme chimique à cause de l'activité à Jarrie des établissements industriels Arkema et Areva-Cezus.
Un Plan de Prévention Risque d'Inondation (PPRI) pour la Romanche dans secteur aval est applicable sur la partie basse de la commune. À la suite des études menées par les services de l'État, une carte d'aléa permet d'identifier les zones exposées au risque d'inondation allant d'un niveau "faible" à "fort +", complété par un règlement pour chaque zones.
En outre, un Plan de Prévention des Risques Technologiques (PPRT 2) pour les établissements ARKEMA et AREVA-CEZUS, a été approuvée le 22 mai 2015. Ce plan révisé, valant servitude d'utilité publique, sera substitué à la version initiale en annexe des documents d'urbanisme sur notre commune. Notre-Dame-de-Mésage n'est quasiment plus affecté sauf pour une petite partie de son territoire qui reste soumis aux risques technologiques de niveau "Moyen +" qui était auparavant "Fort +", au niveau du "Pont de Champ" dit "La Madeleine".
La commune ses trouve dans une zone de concentration de radon de 1, ce qui est considéré comme faible.

#### Risques sismiques
La totalité du territoire de la commune de Notre-Dame-de-Mésage est située en zone de sismicité no 4, en limite de la zone no 3 qui se situe vers le sud du département de l'Isère.
| Type de zone | Niveau            | Définitions (bâtiment à risque normal) |
| ------------ | ----------------- | -------------------------------------- |
| Zone 4       | Sismicité moyenne | accélération = 1,6 m/s2                |

#### Autres risques
- La rampe de Laffrey est un tronçon de la route national 85 dite "route Napoléon" qui relie Cannes à Grenoble. Située dans le département de l'Isère, entre les communes de Laffrey et de Vizille, la rampe est une route de type 2 x 1 voie, longue de 6,5 km. Elle descend à flanc de falaise, avec une déclivité moyenne de 12 % dans sa partie inférieure et quelques segments à 16 et 18 %. La descente se termine par un virage de 110° précédant le pont qui enjambe la Romanche. Plusieurs accidents, impliquant le plus souvent des cars dont les freins ont lâchés, se sont produits au cours des dernières décennies. De surcroît, la route située à flanc de falaise fait face à des phénomènes de chutes de blocs qui peuvent mettre en danger la sécurité des usagers[23].
- Feu de forêt[20].

## Toponymie
À l'époque le village de Notre Dame de Mésage était situé entre deux routes, d'où le nom "Mésage" signifiant "milieu", qui reliaient Grenoble au col de Montgenèvre ; passage obligé pour les pèlerins se rendant à Rome ou à Jerusalem.

## Histoire

### Les Hospitaliers

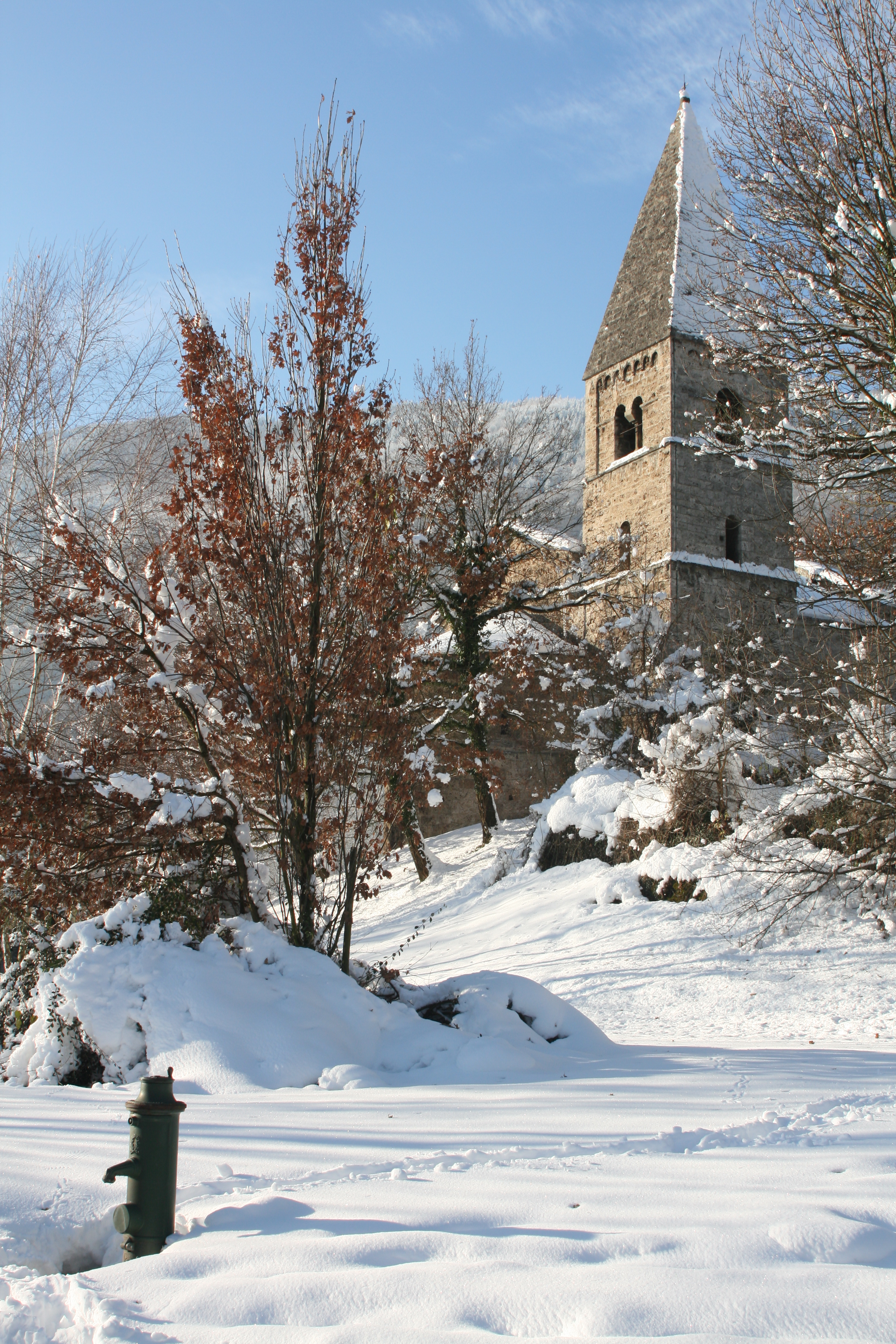
Chapelle Saint-Firmin.

De l'époque médiévale subsiste la commanderie dite des Templiers dont ils restent seulement les vestiges.
La chapelle Saint-Firmin, du dernier quart du XIIe siècle. Dominant la vallée de la Romanche, elle appartenait aux Hospitaliers de l'ordre de Saint-Jean de Jérusalem.
La chapelle de style roman aux lignes dépouillées est placée sur une butte. Elle domine les alentours. C'est l'un des édifices les plus représentatifs de l'architecture romane du Dauphiné. La construction est en moellons de tuf, avec une teinte légèrement ocrée. Le clocher comporte des arcatures lombardes, avec des décors sculptés. À l'intérieur, la nef est voûtée en pierre. Elle débouche sur une petite abside aux fenêtres très étroites. On note la présence de quelques éléments sculptés, chapiteaux et frises. La façade présente également à son sommet trois étranges têtes sculptées, près d'une croix.
La chapelle hospitalière faisait partie d'un ensemble de constructions, une commanderie créée par l'ordre des Hospitaliers de Saint-Jean de Jérusalem. Les bâtiments d'accueil des pèlerins ont disparu (on observe encore quelques pans de murs, au ras du sol, à proximité de l'édifice), seule subsiste sur son rocher la charmante chapelle, restée semble-t-il identique depuis sa construction. Au XIXe siècle elle fut erronément appelée « Chapelle des Templiers »,.

### Époque contemporaine

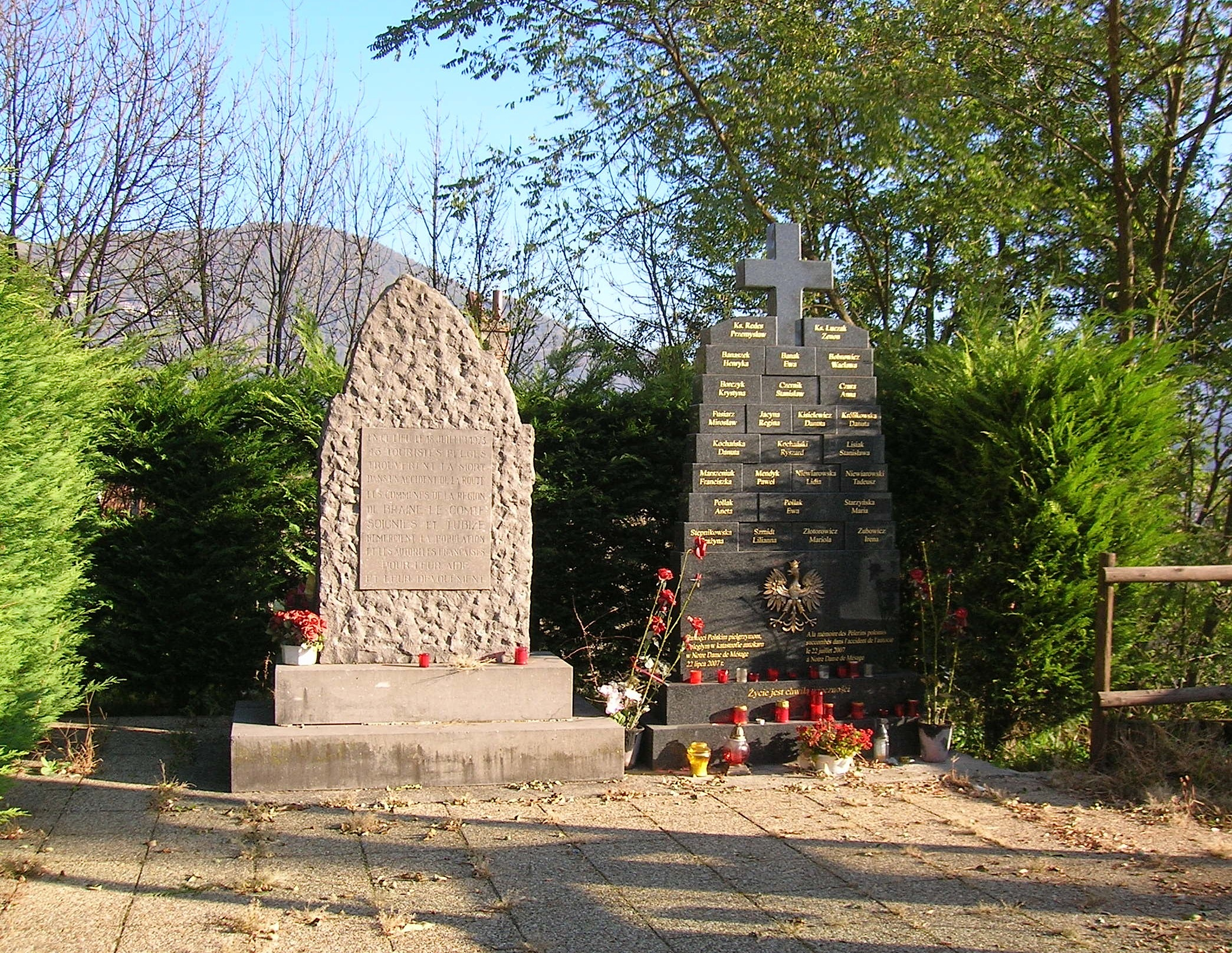
Monument à la mémoire des morts sur la route.

La commune est traversée par la RN 85 (route Napoléon) dont la fin de la très dangereuse descente de Laffrey a été le lieu de trois des accidents de la route les plus meurtriers en France[réf. nécessaire]. Le plus récent s'est déroulé le 22 juillet 2007, où un car polonais transportant des pèlerins de retour du sanctuaire de Notre-Dame de La Salette, sans doute à cause d'un problème de freins, est sorti de la route dans le virage précédent le franchissement d'un pont sur la Romanche et est venu s'écraser en contrebas de la rivière tuant 26 personnes et en blessant grièvement une quinzaine d'autres, dont 3 dans un état critique, bilan provisoire au 2 août. En juillet 1973, l'accident d'un car de pèlerins belges à quelques mètres de là avait tué 43 personnes.

## Politique et administration

### Liste des maires
| Période                                  | Période | Identité        | Étiquette                             | Qualité |
| ---------------------------------------- | ------- | --------------- | ------------------------------------- | ------- |
| mars 2008                                | 2014    | Laurent Johnson | SE                                    | Employé |
| 2014                                     | 2020    | Tonino Toia     | Poursuivons Ensemble                  |         |
| 2020                                     | 2026    | Jérôme Buisson  | Nouvelle impulsion pour notre commune |         |
| Les données manquantes sont à compléter. |         |                 |                                       |         |

## Population et société

### Démographie
L'évolution du nombre d'habitants est connue à travers les recensements de la population effectués dans la commune depuis 1793. Pour les communes de moins de 10 000 habitants, une enquête de recensement portant sur toute la population est réalisée tous les cinq ans, les populations de référence des années intermédiaires étant quant à elles estimées par interpolation ou extrapolation. Pour la commune, le premier recensement exhaustif entrant dans le cadre du nouveau dispositif a été réalisé en 2008.

En 2022, la commune comptait 1 117 habitants, en évolution de −4,04 % par rapport à 2016 (Isère : +3,07 %, France hors Mayotte : +2,11 %).
| 1793 | 1800 | 1806 | 1821 | 1831 | 1836 | 1841 | 1846 | 1851 |
| ---- | ---- | ---- | ---- | ---- | ---- | ---- | ---- | ---- |
| 262  | 235  | 251  | 276  | 271  | 274  | 307  | 328  | 309  |

| 1856 | 1861 | 1866 | 1872 | 1876 | 1881 | 1886 | 1891 | 1896 |
| ---- | ---- | ---- | ---- | ---- | ---- | ---- | ---- | ---- |
| 287  | 287  | 258  | 256  | 272  | 292  | 281  | 269  | 239  |

| 1901 | 1906 | 1911 | 1921 | 1926 | 1931 | 1936 | 1946 | 1954 |
| ---- | ---- | ---- | ---- | ---- | ---- | ---- | ---- | ---- |
| 246  | 234  | 239  | 277  | 277  | 297  | 268  | 211  | 271  |

| 1962 | 1968 | 1975 | 1982 | 1990  | 1999  | 2006  | 2008  | 2013  |
| ---- | ---- | ---- | ---- | ----- | ----- | ----- | ----- | ----- |
| 280  | 240  | 273  | 928  | 1 297 | 1 203 | 1 214 | 1 217 | 1 205 |

| 2018  | 2022  | - | - | - | - | - | - | - |
| ----- | ----- | - | - | - | - | - | - | - |
| 1 131 | 1 117 | - | - | - | - | - | - | - |

### Enseignement
La commune est rattachée à l'académie de Grenoble et compte :
- Une école maternelle et primaire[17] (école de la Romanche[32]).
- Une salle polyvalente[17].

### Équipements sportifs
la commune héberge sur son territoire les équipements suivants :
- Complexe sportif pour le football et le rugby[17].
- City stade[17].
- Club de tennis[17].
- Centre équestre ; Le Club Hippique des 4 Fers[33].
- Terrain de pétanque

Le complexe sportif comprend l'AS Notre Dame de Mésage - Ligue Auvergne-Rhone-Alpes de football - District de l'Isère :
| nombres d'équipes | numéro d'affiliation | couleurs des maillots |
| ----------------- | -------------------- | --------------------- |
| 6                 | 534245               | blanc et rouge        |

### Médias
Historiquement, le quotidien régional Le Dauphiné libéré consacre, certains jours, dans son édition de Grenoble-Isère Sud, un ou plusieurs articles à l'actualité de la commune.
En ces qui concerne la réception de la télévision, les habitants de la commune et de ses environs peuvent recevoir les 22 chaines de la TNT, comprenant l'édition de France 3 : France 3 Alpes-Grenoble ainsi que la chaîne locale TéléGrenoble.

### Cultes
- Église Sainte-Marie[35]
- Chapelle Saint-Firmin[35]

## Économie locale
En 2015, Notre Dame de Mésage compte 52 entreprises implantés sur son territoire. Dont 31 entreprises de commerces et services soit 59,6%.
Les habitants de la commune déclarent des revenus annuels de 2 740€ / par mois pour un foyer fiscal moyen, soit 32 880€ / par an et par foyer. Source : calculs JDN d'après ministère de l'Économie, 2020.

## Culture locale et patrimoine

### Lieux et monuments

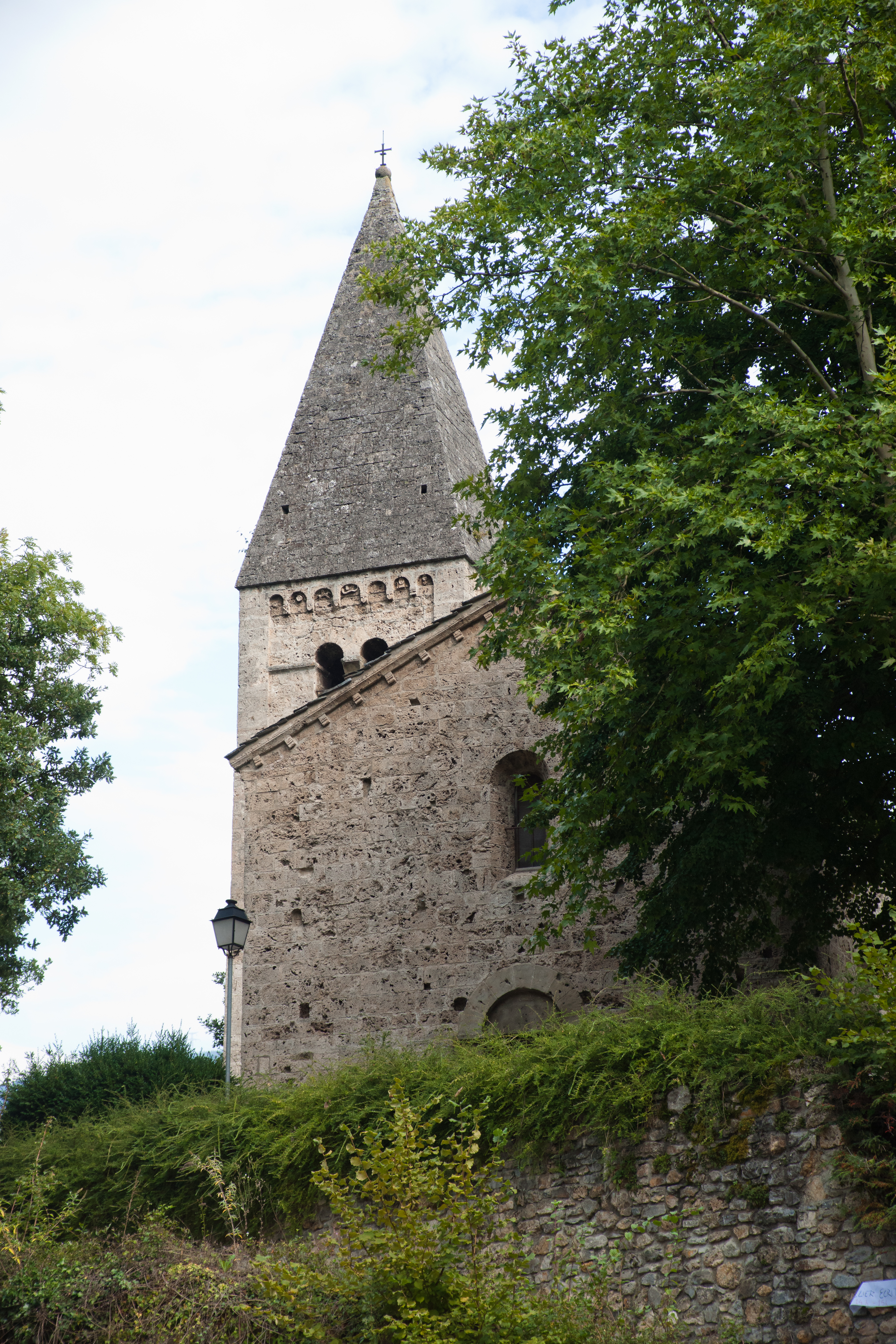
Chapelle Saint-Firmin.

- La chapelle Saint-Firmin, parfait exemple de l'architecture romane de montagne datant du dernier quart du XIIe siècle, est l'un des derniers vestiges d'un ensemble plus important. Composé d'un dortoir, d'un réfectoire et d'une infirmerie qui constituait jadis l'hôpital de Vizille, c'est-à-dire l'ancienne commanderie des Hospitaliers de l'ordre de Saint-Jean de Jérusalem. Elle servait de gîte d'étape aux pèlerins et aux croisés. À la Révolution, après la disparition de l'Ordre, elle est vendue et laissée à l'abandon. La Chapelle est transformée en habitation privée au début du XXe siècle. En 1961 elle est cédée à la commune de Notre Dame de Mésage et sera classée au titre de Monument historique par arrêté du 19 novembre 1962[37]. Elle est restaurée avec discrétion et discernement dans les années 60, sous l'autorité de R. Girard, architecte des Bâtiments de France. La restauration se continue en 2007 par la remise en état notamment des façades nord et sud-ouest[24].

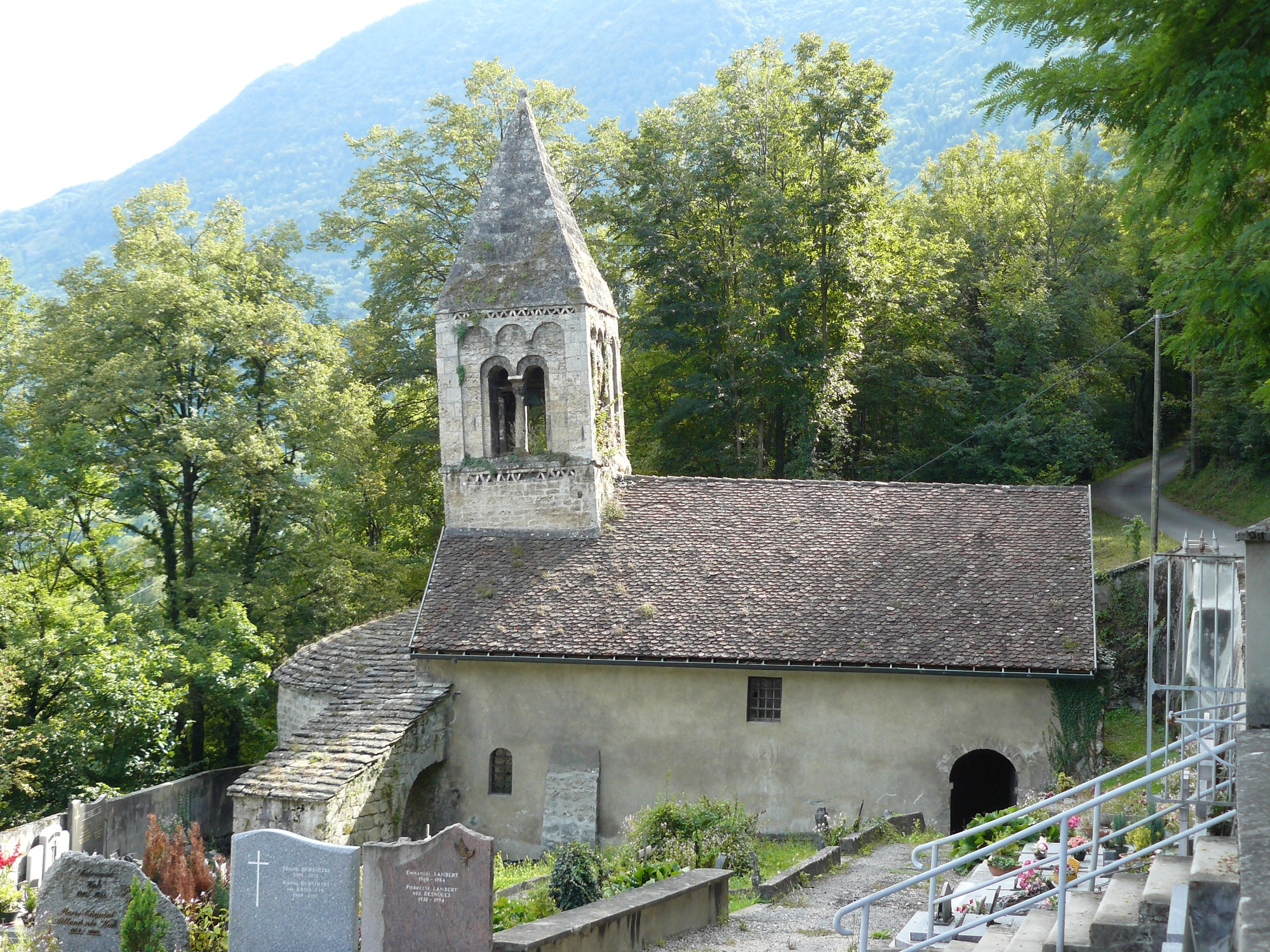
Église paroissiale Sainte-Marie.

- L'église paroissiale Sainte-Marie (ou Notre-Dame)[38], bâtie aux VIIIe et XIe siècles, fait l'objet d'un classement au titre des Monuments historiques par arrêté du 5 mars 1958[39].

Édifié sur un lieu tellurique reconnu, le bâtiment, considéré comme l'un des premiers témoins de l'art roman en Isère, daterait de l'Empire carolingien.
Sa tour-clocher inclinée vers l'est.
À l'intérieur, l'église est composée d'une nef unique couverte d'une charpente apparente, avec une déclivité importante du sol, orientée vers une petite abside voûtée en cul de four.
On peut observer dans l'abside des chapiteaux d'albâtre. L'intérieur est également marqué par des piliers sur lesquels repose le clocher, qui barrent la vue entre la nef et le chœur.
À l'extérieur, des contreforts (arcs-boutants) viennent soutenir à son extrémité sud la construction.
- La maison forte du Mas de la Touche est indiquée dans un document de 1339, cependant elle est aujourd'hui disparue. Elle se trouvait probablement au hameau de La Touche[40].

- La chapelle Sainte-Madeleine de Champ-sur-Drac.

### Personnalités liées à la commune
- Humbert de Murinais, prieur d'Auvergne de l'ordre de Saint-Jean de Jérusalem et commandeur de Saint-Firmin de Mésage (1557)[41].
- Thierry Claveyrolat (1959-1999), cycliste professionnel français, décédé dans la commune.

### Héraldique
|  | Notre-Dame-de-Mésage possède des armoiries dont l'origine et le blasonnement exact ne sont pas disponibles. |